# Хосе Ередія
Хосе Ередія Хіменес (ісп. José Heredia Jiménez, нар. 1 листопада 1951, Мадрид) — іспанський футболіст, що грав на позиції захисника. По завершенні ігрової кар'єри — тренер. Виступав, зокрема, за клуб «Реал Мадрид», у складі якого став чемпіоном Іспанії і володарем Кубка Іспанії.

## Ігрова кар'єра
Хосе Ередія народився 1951 року в Мадриді, та є вихованцем юнацької команди футбольного клубу «Реал Мадрид». У 1970 році футболіста перевели до основної команди клубу, та відразу віддали в оренду до клубу «Реал Вальядолід», де він грав до 1971 року. У 1972—1973 роках Ередія грав у фарм-клубі мадридської команди «Реал Мадрид Кастілья», а в 1973—1974 роках в оренді в клубі «Кастельйон». У 1974 році футболіст повернувся до основної команди «Реала», проте гравцем основного складу не став, зіграв лише 3 матчі чемпіонату, що не завадило йому стати у складі команди чемпіоном Іспанії та володарем Кубка Іспанії.
У 1975 році Хосе Ередія перейшов до клубу «Реал Сарагоса», у складі якого грав до 1979 року. У 1979—1981 роках футболіст грав у складі клубу «Малага», а в 1981—1983 роках у складі клубу «Гранада». У 1983—1984 роках Ередія захищав кольори клубу «Кордова». Завершив ігрову кар'єру футболіст у команді «Вінарос», за яку виступав протягом 1984—1985 років.

## Кар'єра тренера
У 1991 році Хосе Ередія розпочав тренерську кар'єру, очоливши тренерський штаб свого колишнього клубу «Кастельйон», у якому працював нетривалий час. Згодом у 1996 та 2001 році Ередія ще двічі очолював клуб «Кастельйон». У 2000—2001 році він також очолював клуб «Бурріана».

## Титули і досягнення
- Чемпіон Іспанії (1):

«Реал Мадрид»: 1974–1975
- Володар Кубка Іспанії (1):

«Реал Мадрид»: 1974–1975